# Леонидов, Иван Ильич
Ива́н Ильи́ч Леони́дов (9 февраля 1902, хутор Власиха, Старицкий уезд, Тверская губерния, Российская империя  — 6 ноября 1959, Москва, СССР) — советский архитектор, представитель русского авангарда, конструктивизма, мастер «бумажной архитектуры».

## Биография
Родился 9 февраля 1902 года на хуторе Власиха Старицкого уезда Тверской губернии в семье сторожа-лесника. Окончил четырёхклассную сельскую школу. Некоторое время был учеником у деревенского иконописца. Часто выезжал в Петроград, где работал сезонным рабочим.
В 1920 году учился в «Свободных художественных мастерских» в Твери.
В 1921 году был направлен для продолжения учёбы в Москву на живописный факультет ВХУТЕМАСа. Через год перешёл в архитектурную мастерскую Александра Веснина.
В 1925—1926 был премирован за конкурсные проекты улучшенной крестьянской избы, жилых домов Гостекстильтреста в Иванове, здания Государственного Белорусского университета в Минске, типовых рабочих клубов на 500 и 1000 человек. В 1926 году начал издавать свои проекты в журнале «Современная архитектура» (СА). 1927—1930 годы — время самой плодотворной и творческой активности архитектора. Он активно участвует в деятельности «Объединения современных архитекторов» (ОСА), выступает на дискуссиях, выполняет множество конкурсных проектов, а с 1928 года начинает преподавательскую деятельность.
В 1929—1930 годах творчество русского архитектора Ивана Леонидова было подвергнуто резкой критике. В журнале «Искусство в массы» (№ 12, 1930) была опубликована статья «Леонидовщина и её вред», где архитектора обвиняли во вредительстве. Ответ на критику был опубликован в журнале «Современная архитектура» (№ 5, 1930), в котором Леонидов возглавлял редакционную коллегию. Журнал был закрыт, а Леонидов был вынужден уйти из института.
В 1931 году поступает на работу в Государственный институт по проектированию городов (Гипрогор), и на полгода уезжает в Игарку на строительство. После возвращения разрабатывает проект-предложение реконструкции Москвы вместе со своими бывшими учениками. В 1932—1933 годах возглавляет одну из мастерских Моспроекта. В 1934 году переходит на работу в мастерскую Моисея Гинзбурга, где возглавляет творческую бригаду.
В 1941 году был призван в армию. На фронте в составе саперного батальона участвовал в оборонительных боях под Воронежем. В 1943 году был контужен и демобилизован из армии. После войны вынужденно занимался оформлением выставок. Cильно пьющий архитектор под впечатлением от ужасов войны работает над проектом Города Солнца, где главная тема — счастье людей.
Иван Леонидов скончался 6 ноября 1959 года от острой сердечной недостаточности на лестнице знаменитого московского универмага Военторг. Похоронен на кладбище села Середниково на станции Фирсановская. На надгробном памятнике в форме куба написано: «Архитектор Иван Леонидов». Автор памятника — ученик архитектора Леонид Павлов.

## Значение в мировой архитектуре
Иван Леонидов в строительстве реализовал только необыкновенную лестницу в Кисловодске и ряд интерьеров. Но вклад мастера в мировую архитектуру сложно переоценить. Публикации проектов Леонидова в журнале СА гремели на весь мир. По свидетельству архитектора Н. Д. Колли, который работал с Ле Корбюзье над зданием московского Центросоюза в Париже, Корбюзье выписывал множество архитектурных журналов, но просматривал их редко. За исключением советского СА, который мастер исследовал, а некоторые статьи просил ему перевести. По свидетельству очевидцев, на одной из встреч с московскими архитекторами, Ле Корбюзье произнёс фразу:

Есть люди с абсолютным музыкальным слухом. Так вот ваш Иван Леонидов обладает абсолютным архитектурным слухом.

Академик архитектуры, И. Г. Лежава: .

К влиянию И. Леонидова на запад, можно добавить книгу Андрея Гозака и Андрея Леонидова об Иване Леонидове. Я видел её на столах и полках многих архитекторов от Лос-Анджелеса до Амстердама. В этих книгах красовалась его вертикальная пластина с вынесенным лифтом, красовался его вертикаль с растяжками и шаром. Там был его удивительный эскиз линейно-модульного Магнитогорска. Была пирамида городского клуба и летящий над ним двухсотметровый дирижабль. Было и многое, многое другое. 
Эти удивительные композиции транслировали людям чистый стиль современной архитектуры. За девяносто лет они нисколько не устарели и, видимо ещё многие годы будут будоражить умы зодчих всего мира.

## Основные архитектурные работы

### 1925
- Конкурсный проект улучшенной крестьянской избы (третья премия)
- Конкурсный проект жилых домов для рабочих и служащих Гостекстильтреста в Иванове (третья премия)

### 1926
- Конкурсный проект здания Государственного Белорусского университета в Минске (рекомендован к приобретению)
- Конкурсный проект больницы в Самарканде
- Типовой проект рабочего клуба на 500 человек
- Типовой проект рабочего клуба на 1000 человек
- Преддипломный проект типографии газеты «Известия» в Москве

Проект типографии вполне определенно передает черты индивидуальности молодого архитектора. Динамичный остекленный фасад пропорционален и выразителен. Впервые используется прием вынесения наружу несущих неметаллических конструкций. Тем не менее имеет место некая ограниченность, свойственная раннему конструктивизму.

### 1927
- Дипломный проект Института библиотековедения им. Ленина в Москве на Ленинских горах

Проект был показан на Первой выставке современной архитектуры в Москве в 1927 г. Он произвел на публику огромное впечатление. Этот проект считается творческим кредо архитектора и своеобразным манифестом всей советской архитектуры конца 20-х годов XX века.
Проект имеет сложную объемно-пространственную композицию. Шарообразный объём большой аудитории на 4000 человек и вертикально поставленный параллелепипед книгохранилища вознесены над плоскостью стилобата. Одноэтажные корпуса уходят в трех направлениях от центрального объёма в парковую зону. Здание и статично и динамично одновременно. В проекте использовались все новые достижения того времени. Шар стоит на одной опоре, но опора не спрятана в фундамент, а запроектирована шарнирной, что снимает дополнительные напряжения. опора принимает вертикальные нагрузки от шара, а все остальные напряжения передаются на ванты. Стены книгохранилища максимально тонкие, что достигается путём введения в конструкцию металлических ферм, соединенных растяжками с вершиной и основанием.
Проект института Ленина обошёл архитектурные издания многих стран и продолжает печататься в различных альманахах и обзорах об архитектуре XX века. Он оказал влияние на многие проекты и постройки, например на проект памятника Колумбу Алексея Щусева (1929), центральный ансамбль всемирной выставки в Нью-Йорке (1939), проект ратуши в Торонто Вильо Ревелла (1958—1965), правительственный центр в Бразилиа Оскара Нимейера (1959—1960).
- Конкурсный проект кинофабрики в Москве на Ленинских горах

Состав помещений — ателье, правление, гараж, мастерские, подстанция. В основе проекта лежит функция — технология кинопроизводства. Размещая проект на участке архитектор располагает здания между двумя парками, одного вытянутого в направлении север-юг, второго — с большими площадками для размещения декораций. Главное здание фабрики — ателье. Одна сторона открывается, для проведения съемок. Все корпуса фабрики создают единое пространство. В отдельности их представить нельзя. Очень гармонична прорисовка генплана. Все на своих местах, ничего нельзя ни прибавить, ни убавить. Это законченное произведение, напоминающее композиции Казимира Малевича.

### 1928

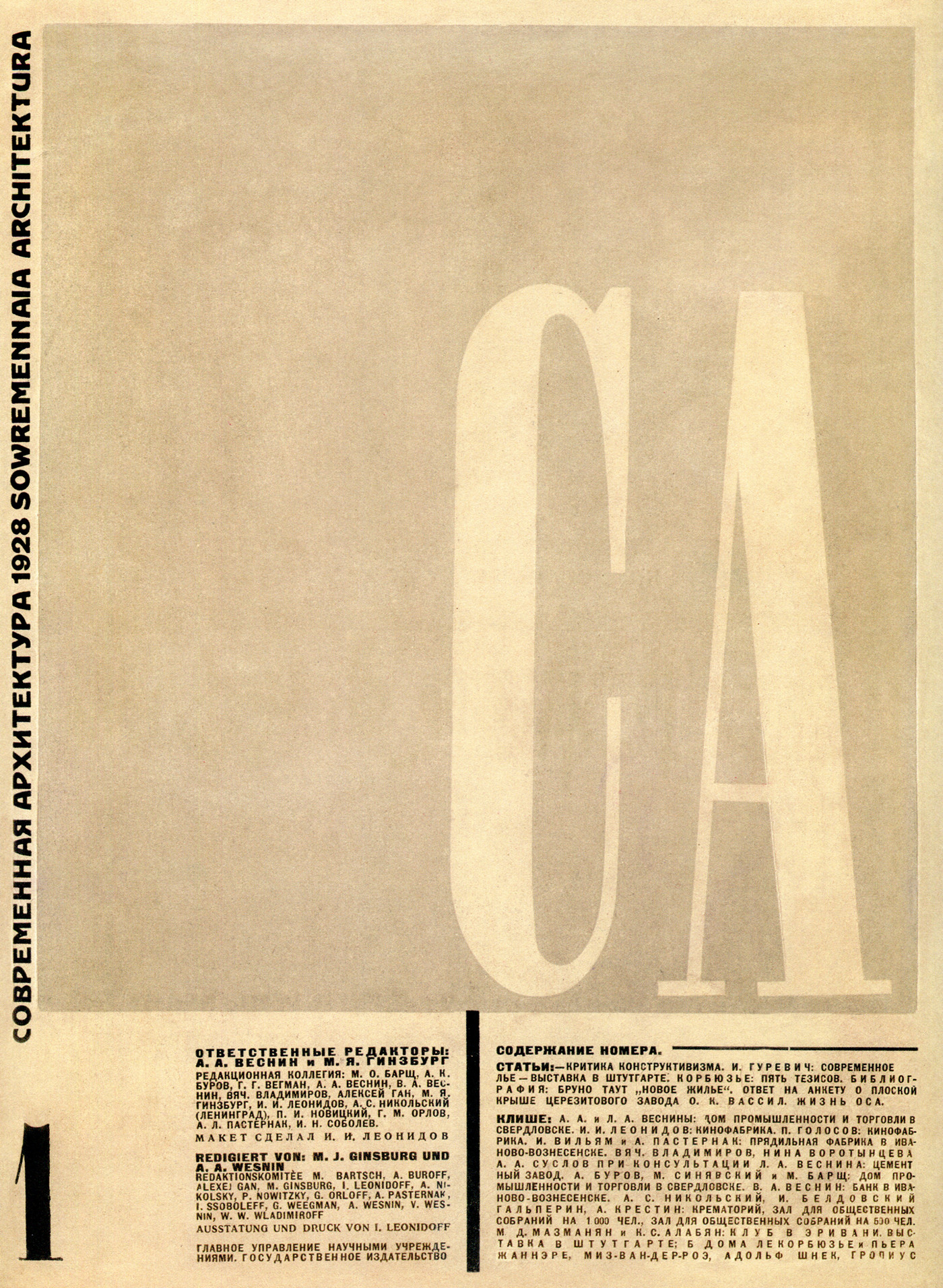
Обложка журнала «Современная архитектура» (№ 1, 1928 год), выполненная Иваном Леонидовым

- Проект клуба нового социального типа (варианты А и Б)

Эти проекты Леонидов выполнил по собственной инициативе для иллюстрации доклада о новом типе клуба на Первом съезде ОСА в 1929 году. Вообще тема клубов и их архитектуры была одной из любимых тем Леонидова. По его мнению клуб в условиях социалистического строительства должен предоставить максимальные возможности для всестороннего развития человека, а отдых должен иметь активный, а не пассивный характер. Поэтому вместо традиционного театрального зала он ввел новый тип зала, который предоставлял возможность трансформации для проведения любых действ (лекции, кино, собрания, и другие), а также использовать в качестве планетария.
Состав помещений — большой зимний сад научного типа, спортзал, детские клубные комнаты. Обязательное устройство большого парка, спортивных площадок и большого демонстрационного поля.
- Конкурсный проект Дома правительства в Алма-Ате
- Конкурсный проект Дома Центросоюза в Москве

### 1929
- Конкурсный проект Дома промышленности в Москве
- Конкурсный проект памятника Колумбу в Санто-Доминго
- Проект Института статистики

### 1930
- Проект социалистического расселения при Магнитогорском химико-металлургическом комбинате
- Конкурсный проект Дворца культуры на месте бывшего Симонова монастыря в Москве (I—II туры)

### 1931—1933
- Проект планировки и застройки площади Серпуховской заставы в Москве
- Проект планировки и застройки г. Игарки
- Проект клуба комбината газеты «Правда» в Москве
- Оформление интерьеров Центрального дома инженеров в Москве
- Конкурсный проект реконструкции Москвы
- Проект перепланировки сада «Эрмитаж» в Москве

### 1934—1936
- Конкурсный проект Дома Наркомтяжпрома в Москве на Красной площади
- Проект планировки и застройки жилого комплекса «Ключики» в Нижнем Тагиле
- Проект планировки и застройки поселка Усолье но Урале
- Проект планировки и застройки поселка Лазоревское под Москвой
- Проект Тверского бульвара в Москве (перепланировка и озеленение)
- Конкурсный проект типового колхозного клуба на 180 человек
- Интерьеры Московского дома пионеров и октябрят, совместно с архитекторами А. В. Власовым, К. С. Алабяном, художниками П. Я. Павлиновым и В. А. Фаворским[8] (осуществлено)
- Интерьер парткабинета Комакадемии в Москве (осуществлено)
- Проект санатория «Чайгрузия»
- Экспериментальный проект колхозного Дворца культуры с залом на 800 человек
- Проект клуба Военпроекта в Москве

### 1937—1941
- Проект планировки и застройки Южного берега Крыма
- Проект Большого Артека в Крыму
- Лестница и ряд интерьеров санатория им. Серго Орджоникидзе в Кисловодске (осуществлено)
- Конкурсный проект комбината «Известия» в Москве
- Проект фонтана «Кристалл»
- Интерьеры Дворца пионеров в Калинине (осуществлено)
- Проект парка отдыха Наркомцветмета

### 1943—1959
- Проект «Остров цветов» — парк на Трухановом острове в Киеве
- Проект набережной в Сталинграде
- Конкурсный проект монумента «Победа»
- Конкурсный проект монумента «Спутник»
- Проект реконструкции улицы Пушкина
- Проект фасада типового театра
- Проект типового сельского дома
- Проект монумента Победы на Манежной площади
- Проект Дворца Советов
- Новые типы мебели (проекты и образцы)
- Новые типы осветительной арматуры (проекты и образцы)
- Проект комплекса зданий ООН
- Проект Всемирной выставки в Москве
- Проект Форума искусств на месте фундаментов Дворца Советов
- Проект бассейна на месте фундаментов Дворца Советов
- Интерьеры Музея Красной армии и флота в Москве, располагавшегося в то время в Центральном доме Советской Армии.

#### Город Солнца
Среди работ Леонидова современных исследователей наиболее привлекает проект Города Солнца. Это его итоговая работа: своего рода обобщение всех предыдущих проектов в единую систему. В этой работе архитектор опирался на труд итальянского философа XVII века Томмазо Кампанеллы, что, однако, не делает работу иллюстрацией социалистической утопии этого философа. Не существует единого мнения о том, к какому архитектурному жанру принадлежит Город Солнца. О. И. Явейн обращает внимание на особую слитность архитектуры, «мира земного» и «мира горнего»: «Творческое кредо И. Леонидова, видимо, связано с каким-то особым жанром который можно было бы назвать архитектурным мифотворчеством. <…> И. Леонидов строил свои произведения в чем- то похоже на то, как воплощал образ „Града небесного“ древний строитель, как строил пространство фрески или иконы древний художник, который принципиально не отделял изображение от предмета, действа и слова; только у И. Леонидова архитектура не могла быть ни антуражем, ни фоном — она была для него самим ликом Вселенной».
Город Солнца мыслился И. Леонидовым как столица Мира, где «народы мира учатся понимать друг друга, предельно выявляя свою самобытность и индивидуальность».
Среди исследователей имеются существенные расхождения в определении хронологического начала границы проекта «Город Солнца». Андрей Леонидов, сын архитектора, называет конкретную дату: «Идея родилась в начале октября 1942 г., на фронте, в тяжелых боях под Воронежем. Во фронтовом блокноте этой поры, на первом из уцелевших листов — первый набросок Города Солнца (схематический план)». Однако Селим Омарович Хан-Магомедов считает, что проект появился раньше: «Начатая в конце 1930-х гг. работа над проектом „Город Солнца“ — это стремление И. Леонидова создать для себя творческую отдушину в неинтересных работах, в период депрессии он как бы составил себе программу на будущее». На основании введённых в последнее время в исследовательский обиход проектов Ивана Леонидова, прежде всего проекта Игарки, некоторыми исследователями делаются выводы о том, что идея Города Солнца родилась еще в конце 1920-х годов.

## Память
- Улица Архитектора Леонидова в Москве.

### Книги
- Александров П. А., Хан-Магомедов С. О. Архитектор Иван Леонидов. — М.: Стройиздат, 1971. — 128 с. — (Серия «Мастера архитектуры»).
- Гозак А. П. Иван Леонидов. — М.: Жираф, 2002. — 240 с. — 1500 экз. — ISBN 5-89832-027-X
- Гозак А. П. Наркомтяжпром Леонидова. — М.: С. Э. Гордеев, 2011. — 72 с. — (Серия «Шедевры авангарда»). — ISBN 978-5-4330-0004-9

### Статьи
- Адамов О. И., Сипкин П. А. Сетчатые построения Ивана Ильича Леонидова и Рема Кулхааса // Архитектура и строительство России. — 2016. — № 3 (219). — С. 20—37. — ISSN 0235-7259.